# Jung Chan-sung
Jung Chan-sung (hangŭl (정찬성?); Pohang, 17 marzo 1987) è un ex lottatore di arti marziali miste e kickboxer sudcoreano.
Ha combattuto nella categoria dei pesi piuma per l'organizzazione statunitense UFC, nella quale è stato un contendente al titolo in due occasioni, nel 2013, venendo sconfitto dal campione José Aldo, e nel 2022, venendo sconfitto anche in questa occasione, dal campione Alexander Volkanovski. A inizio carriera ha vinto il torneo "Pancrase 2007 Korea Neo-Blood" e il torneo Korea FC.
Nel 2010 è stato inserito nella lista dei venticinque migliori lottatori del mondo under-25 come il nono miglior prospetto delle MMA.

## Biografia
Nato a Pohang, Chan-sung si trasferisce da giovanissimo a Namyangju, città-satellite della capitale Seul: a causa della sua statura minuta e delle sue origini rurali viene fatto oggetto di bullismo dai suoi compagni di scuola finché sua zia, a quattordici anni, non lo iscrive a un corso di Kyuk Too Ki Korean Kickboxing. Da qui comincia la sua carriera nelle arti marziali, proseguita anche sotto le armi e all'università. 
È sposato ed è padre di due bambine; possiede inoltre una palestra di MMA nel distretto di Gangnam, a Seul.

## Caratteristiche tecniche
Chan-sung è un lottatore che predilige la lotta in piedi, potendo contare su un'ottima base nella Kickboxing e nel Taekwondo; nonostante questo possiede ottime abilità anche nel grappling date le sue conoscenze nel Judo, nel Jiu jitsu brasiliano e nel Sambo.
È soprannominato The Korean Zombie ("lo zombie coreano" in inglese) per la sua capacità di mantenere un ritmo di combattimento elevato e aggressivo anche se gravemente ferito; assieme a Ryan Jimmo e Todd Duffee vantava il record per il più veloce KO nella storia della UFC (sette secondi ai danni di Mark Hominick).

## Carriera nella Kickboxing
Jung prende parte anche a tornei di Kickboxing, disciplina nella quale vanta un record personale di 18-6 con dodici vittorie per KO. 
Nel 2010 prese parte ad un evento organizzato dalla olandese It's Showtime a Praga, dove venne sconfitto dal tailandese Pajonsuk.

## Carriera nelle arti marziali miste

### Inizi in Asia
La sua carriera come professionista inizia nel 2007 con la vittoria di un torneo di Sambo istituito dalla Korean Sambo Association.
Jung entra nella franchigia sudcoreana della prestigiosa organizzazione giapponese Pancrase per partecipare al torneo Neo-Blood, che vince grazie ad una vittoria per KO e ad una per sottomissione; nel 2008 vince anche il torneo Korea FC sconfiggendo in un sol giorno tre connazionali, i primi due per sottomissione.
Avendo dominato la propria categoria di peso in patria, Jung venne messo sotto contratto dalla nipponica Deep, dove esordisce affrontando subito l'ex lottatore UFC Michihiro Omigawa: Jung vince ai punti, portando il proprio record personale a 7-0.
Nel 2009 sale ulteriormente di livello passando alla lega World Victory Road per poter prendere parte al torneo dei pesi piuma Sengoku Featherweight Grandprix: esordisce bene con una vittoria per sottomissione ai danni di Shintaro Ishiwatari, ma nell'incontro successivo si dovrà arrendere a Masanori Kanehara.

### World Extreme Cagefighting
Jung esordisce nella prestigiosa lega statunitense WEC il 24 aprile 2010; inizialmente gli venne assegnato come avversario Cub Swanson, ma quest'ultimo si infortunò e venne rimpiazzato da Leonard Garcia. Jung perse l'incontro con un opinabile punteggio dei giudici di gara, contestato da diversi siti e riviste del settore; Jung e Garcia vennero comunque premiati col riconoscimento Fight of the Night. Non andò bene nemmeno l'incontro successivo, in quanto Jung venne per la prima volta messo KO da un calcio alla testa di George Roop.

### Ultimate Fighting Championship
Nel 2011, con l'acquisto della WEC da parte della UFC, Jung entra a far parte del roster dell'organizzazione guidata da Dana White con un record personale di 10-3.
L'inizio è memorabile, in quanto prima si prende la sua rivincita personale sottomettendo Leonard Garcia con un twister, che gli vale i premi Submission of the Night e Submission of the Year 2011 ai Fighters Only World MMA Awards come migliore sottomissione del 2011, e successivamente stende il top fighter Mark Hominick in soli sette secondi, eguagliando il record di KO più veloce del peso massimo Todd Duffee. Nel 2012 completa l'opera sconfiggendo per sottomissione Dustin Poirier, al tempo considerato uno dei primi dieci pesi piuma al mondo.
Nel luglio 2013 avrebbe dovuto affrontare l'altro top contender Ricardo Lamas, ma un infortunio capitato allo sfidante per la cintura Anthony Pettis permise a Jung di lottare direttamente per il titolo di categoria contro il campione in carica José Aldo, divenendo il primo lottatore sudcoreano a combattere per una cintura UFC: Jung venne tuttavia sconfitto per KO tecnico durante la quarta ripresa, nella quale subì un infortunio ad una spalla.
Avrebbe dovuto tornare a combattere nell'ottobre 2014 contro Akira Corassani, ma il sudcoreano subì un ulteriore infortunio e diede forfeit; quel mese venne reso noto che l'atleta sarà impegnato con il servizio di leva nelle forze armate della Repubblica di Corea per circa due anni, il tutto quando ancora era considerato tra i primi dieci pesi piuma dell'organizzazione.
Torna a combattere il 4 febbraio 2017 contro Dennis Bermudez, vincendo per KO e ottenendo il riconoscimento Performance of the Night, mentre il 10 novembre 2018 viene sconfitto all'ultimo secondo da Yair Rodriguez, match giudicato Fight of the Night. Torna a combattere il 22 giugno 2019, battendo per KO in meno di un minuto il numero 5 di categoria Renato Moicano e ottenendo un altro riconoscimento come Performance of the Night. 

## Risultati nelle arti marziali miste
| Risultato | Record | Avversario            | Metodo                           | Evento                                         | Data              | Round | Tempo | Città                     | Note                                                                 |
| --------- | ------ | --------------------- | -------------------------------- | ---------------------------------------------- | ----------------- | ----- | ----- | ------------------------- | -------------------------------------------------------------------- |
| Sconfitta | 17-8   | Max Holloway          | KO (pugno)                       | UFC Fight Night: Holloway vs The Korean Zombie | 26 agosto 2023    | 3     | 0:23  | Kallang, Singapore        | Fight of the Night                                                   |
| Sconfitta | 17-7   | Alexander Volkanovski | KO tecnico (pugni)               | UFC 273: Volkanovski vs. Jung                  | 9 aprile 2022     | 4     | 0:45  | Jacksonville, Stati Uniti | Per il titolo dei pesi piuma UFC                                     |
| Vittoria  | 17-6   | Dan Ige               | Decisione (unanime)              | UFC on ESPN: The Korean Zombie vs. Ige         | 19 giugno 2021    | 5     | 3:00  | Las Vegas, Stati Uniti    |                                                                      |
| Sconfitta | 16-6   | Brian Ortega          | Decisione (unanime)              | UFC Fight Night: Ortega vs. Korean Zombie      | 18 ottobre 2020   | 5     | 5:00  | Abu Dhabi, Emirati Arabi  |                                                                      |
| Vittoria  | 16-5   | Frankie Edgar         | KO tecnico (pugni)               | UFC Fight Night: Edgar vs. Korean Zombie       | 21 dicembre 2019  | 1     | 3:18  | Busan, Corea del Sud      | Performance of the Night                                             |
| Vittoria  | 15-5   | Renato Moicano        | KO tecnico (pugni)               | UFC Fight Night: Moicano vs. Korean Zombie     | 22 giugno 2019    | 1     | 0:58  | Greenville, Stati Uniti   | Performance of the Night                                             |
| Sconfitta | 14-5   | Yair Rodríguez        | KO (gomitata)                    | UFC Fight Night: Korean Zombie vs. Rodríguez   | 10 novembre 2018  | 5     | 4:59  | Denver, Stati Uniti       | Fight of the Night                                                   |
| Vittoria  | 14-4   | Dennis Bermudez       | KO (pugno)                       | UFC Fight Night: Bermudez vs. Korean Zombie    | 4 febbraio 2017   | 1     | 2:49  | Houston, Stati Uniti      | Performance of the Night                                             |
| Sconfitta | 13-4   | José Aldo             | KO Tecnico (pugni)               | UFC 163: Aldo vs. Korean Zombie                | 3 agosto 2013     | 4     | 2:00  | Rio de Janeiro, Brasile   | Per il titolo dei pesi piuma UFC                                     |
| Vittoria  | 13-3   | Dustin Poirier        | Sottomissione (d'arce choke)     | UFC on Fuel TV: Korean Zombie vs. Poirier      | 15 maggio 2012    | 4     | 1:07  | Fairfax, Stati Uniti      | Submission of the Night, Fight of the Night                          |
| Vittoria  | 12–3   | Mark Hominick         | KO (pugni)                       | UFC 140: Jones vs. Machida                     | 10 dicembre 2011  | 1     | 0:06  | Toronto, Canada           | KO of the Night                                                      |
| Vittoria  | 11–3   | Leonard Garcia        | Sottomissione (twister)          | UFC Fight Night: Nogueira vs. Davis            | 26 marzo 2011     | 2     | 4:59  | Seattle, Stati Uniti      | Debutto in UFC, Submission of the Night, Submission of the Year 2011 |
| Sconfitta | 10–3   | George Roop           | KO (calcio alla testa)           | WEC 51: Aldo vs. Gamburyan                     | 30 settembre 2010 | 2     | 1:30  | Broomfield, Stati Uniti   |                                                                      |
| Sconfitta | 10–2   | Leonard Garcia        | Decisione (non unanime)          | WEC 48: Aldo vs. Faber                         | 24 aprile 2010    | 3     | 5:00  | Sacramento, Stati Uniti   | Debutto in WEC, Fight of the Night                                   |
| Vittoria  | 10–1   | Matt Jaggers          | Sottomissione (triangolo)        | World Victory Road Presents: Sengoku 9         | 2 agosto 2009     | 2     | 1:25  | Saitama, Giappone         | Sengoku Featherweight Grand Prix, ripescaggio                        |
| Sconfitta | 9–1    | Masanori Kanehara     | Decisione (unanime)              | World Victory Road Presents: Sengoku 8         | 2 maggio 2009     | 3     | 5:00  | Tokyo, Giappone           | Sengoku Featherweight Grand Prix, Secondo turno                      |
| Vittoria  | 9–0    | Shintaro Ishiwatari   | Sottomissione (rear naked choke) | World Victory Road Presents: Sengoku 7         | 20 marzo 2009     | 1     | 4:29  | Tokyo, Giappone           | Sengoku Featherweight Grand Prix, Primo turno                        |
| Vittoria  | 8–0    | Fanjin Son            | KO (pugno)                       | Deep: 39th Impact                              | 10 dicembre 2008  | 1     | 0:17  | Tokyo, Giappone           |                                                                      |
| Vittoria  | 7–0    | Michihiro Omigawa     | Decisione (unanime)              | Deep: Gladiator                                | 16 agosto 2008    | 2     | 5:00  | Okayama, Giappone         |                                                                      |
| Vittoria  | 6–0    | Jo Jung-Hun           | Decisione (unanime)              | Korea FC: Tournament Series                    | 31 maggio 2008    | 3     | 5:00  | Gangwon, Corea del Sud    | Vince il torneo Korea FC                                             |
| Vittoria  | 5–0    | Choi Dae-Han          | Sottomissione (triangolo)        | Korea FC: Tournament Series                    | 31 maggio 2008    | 1     | 3:38  | Gangwon, Corea del Sud    | Torneo Korea FC, Semifinale                                          |
| Vittoria  | 4–0    | Choi Jung-Beom        | Sottomissione (armbar)           | Korea FC: Tournament Series                    | 31 maggio 2008    | 1     | 2:15  | Gangwon, Corea del Sud    | Torneo Korea FC, Quarti di finale                                    |
| Vittoria  | 3–0    | Lee Hyung-Geol        | KO Tecnico (pugni)               | Pancrase: 2007 Korea Neo-Blood Tournament      | 16 dicembre 2007  | 1     | 3:27  | Pusan, Corea del Sud      | Vince il torneo Pancrase 2007 Korea Neo-Blood                        |
| Vittoria  | 2–0    | Yoo In-Seok           | Sottomissione (rear naked choke) | Pancrase: 2007 Korea Neo-Blood Tournament      | 16 dicembre 2007  | 1     | 2:34  | Pusan, Corea del Sud      | Torneo Pancrase 2007 Korea Neo-Blood, Semifinale                     |
| Vittoria  | 1–0    | Lee Hyung-Geol        | Sottomissione (armbar)           | Super Sambo Festival                           | 24 giugno 2007    | 2     | 3:07  | Gyeongju, Corea del Sud   | Debutto nei pesi leggeri                                             |